# ورزشگاه جسی بارتل
ورزشگاه جسی بارتل (انگلیسی: Stade Josy Barthel) ورزشگاهی ملی در لوکزامبورگ است که در شهر لوکزامبورگ قرار دارد و میزبان بازی‌های تیم ملی فوتبال لوکزامبورگ می‌باشد. این ورزشگاه همچنین برای راگبی ۱۵ نفره و دو و میدانی نیز استفاده می‌شود.